# Henrik Ibsen (fodboldspiller)
Henrik Ibsen (født 15. januar 1971) er en dansk forhenværende professionel forsvarsspiller i fodbold, der er spillende træner for Føvling Stenderup Ungdoms- og Idrætsforening.
Han blev valgt som årets spiller i EfB i sæsonen 1999/2000.